# Sierra de Ajusco
De Sierra de Ajusco is een bergketen even ten oosten van Mexico-Stad. De Sierra de Ajusco is een onderdeel van de Trans-Mexicaanse Vulkanengordel.
De Sierra de Ajusco bestaat voornamelijk uit vulkanen. Het hoogste punt van het gebergte is met 3937 meter de vulkaan Ajusco, ook bekend als de Xitle, in het district Tlalpan van Mexico-Stad. De Sierra de Ajusco scheidt Morelos en het Dal van Mexico van dat van Toluca.